# Биржај
Биржај (литв. Biržai, рус. Биржи, пољ. Birże) је град у Литванији, на крајњем северу земље, близу границе са Летонијом. Биржај чини самосталну општину у оквиру округа Паневежис.
Биржај је по последњем попису из 2001. године имао 15.262 становника.
Град и околина познати су по великом броју малих пивара, где се пиво спрема по старинским рецептима.

## Галерија слика
- Дворац Тишкијевича
- Римокатоличка црква
- Евангелистичка црква
- Биржајско језеро